# Batalla de El Tala (1838)
La batalla de El Tala fue un enfrentamiento sucedido el 2 de octubre de 1838 en el fortín El Tala, hoy en día en la zona de San Agustín, Santa Fe, Argentina, entre las tropas provinciales del entonces recién gobernador Domingo Cullen, lideradas por los comandantes Pedro Rodríguez del Fresno, José Manuel Echagüe y Santiago Oroño, contra las tropas al mando de Juan Pablo López, quien reclamaba el cargo. Este combate supuso un punto clave en la organización de la provincia en los próximos años luego de la muerte del caudillo y gobernador Estanislao López en 1838.

## Antecedentes
El brigadier general Estanislao López fue gobernador y caudillo de la provincia de Santa Fe entre 1818 y 1838, donde resistió la mayor parte de las invasiones externas y supo mantener estable la provincia durante las conflictivas guerras civiles argentinas. Estanislao López fallecería, luego de estar gravemente enfermo, el 15 de junio de 1838, tras lo cual la Junta de Representantes de Santa Fe nombra a Domingo Cullen, ministro general de López desde 1830, como gobernador provisional y, luego, gobernador en funciones, el 29 de junio.
Cullen había estado negociando con el capitán Louis Leblanc, que había establecido el bloqueo francés al Río de la Plata, por lo que los gobernadores de Buenos Aires y Entre Ríos, Juan Manuel de Rosas y Pascual Echagüe, respectivamente, promovieron la oposición contra el nuevo gobernador. A esto se sumo que el hermano de Estanislao, Juan Pablo López, desconoció a Cullen en su cargo, instalándose en Rosario el 21 de julio e iniciando actividades subversivas. Pronto recibió algunas fuerzas porteñas de apoyo, mientras que Echagüe intentaba sublevar algunos pueblos santafesinos. Este interés en derrocar a Cullen por parte de las provincias vecinas provenía de la fuerte autonomía lograda en tiempos de Estanislao López.

### Fortín El Tala
Desde los tiempos coloniales, la necesidad de frenar a los indígenas era parte vital de los proyectos provinciales. Con tal razón, desde fines del siglo XVIII, existía en la zona cercana al actual San Agustín, entre los kilómetros 13 y 14 de la autovía 19, un fortín, que cumplía como defensa de la ciudad de Santa Fe de los malones chanás, timbúes y abipones. Se encontraba entre talas (de donde tomó su nombre) y pajonales, cercano a la cañada San José, y consistía en un conjunto de ranchos, viviendas y un mangrullo rodeados de un cerco o tapial de adobe o piedra. Dejó de funcionar en la década de 1870, siendo su último capitán Máximo Sejas y con un total de 25 hombres bajo su mando, con sus respectivas familias.

## La batalla
Según una carta de Ciriaco Quíntana a Echagüe, López tenía una tropa de 600 hombres en Arroyo del Medio, con los cuales avanzaría hacía Santa Fe. En la ciudad, las fuerzas que se disponían a defender al gobernador Cullen se encontraban comandadas por Pedro Rodríguez del Fresno, pariente de Estanislao López; Santiago Oroño y José Manuel Echagüe, primo hermano del gobernador de Entre Ríos. Otros oficiales, como el coronel Matías Díaz y el mayor Jacinto Andrada, fueron encarcelados por Oroño sospechando una posible traición. Las tropas santafesinas, que contaban entre sus filas a muchos jóvenes de las familias tradicionales pero que se encontraban divididas y desanimadas, salieron de la ciudad para enfrentarse a López. Cullen, previendo la posible derrota, huyó de la ciudad rumbo a Santiago del Estero, pidiendo asilo a Juan Felipe Ibarra, el 29 de septiembre.
El 2 de octubre, Rodríguez, Oroño y Echagüe se encontraban en el fortín El Tala, cuando se vio a las tropas de López y se dio el posterior enfrentamiento. Finalmente, López obtuvo la victoria y Echagüe encontró la muerte en el campo de batalla, mientras que Rodríguez y Oroño lograban huir.

## Consecuencias
López ingresó a la ciudad el 3 de octubre, encarcelando a varias personas que se le opusieron, entre ellos, el ministro de Cullen, Elías Galisteo, enviado a Buenos Aires por 4 años, y recibiendo 300 hombres de refuerzo por parte de Entre Ríos. Ese mismo día, la Legislatura provincial elegía como gobernador al vencedor de El Tala. López gobernaría la provincia en tres oportunidades, entre 1838 y 1858.
Por otro lado, la importante influencia de Rosas motivó a que Ibarra niegue el asilo para Cullen, entregándolo a Buenos Aires. Apenas pasado el Arroyo del Medio, se encontró con la partida al mando del coronel Pedro Ramos, el cual ordenó su fusilamiento el 22 de junio de 1839.